# Substância molecular
Substância molecular é uma substância formada basicamente por moléculas que realizam exclusivamente ligações covalentes entre si.
As substâncias moleculares geralmente possuem ponto de fusão e ebulição menores que as compostos iônicos; são más condutoras de eletricidade nos estados sólido e líquido; e as forças intermoleculares são fracas, consistindo apenas de forças de Van der Walls.

São reações entre não-metais. 
As substâncias moleculares não apresentam cargas livres e por isso são incapazes de produzir ou conduzir corrente elétrica.
São arranjos entre moléculas. Moléculas e, portanto a menor combinação de átomos que mantém a composição da matéria inalterada (os átomos se ligam por ligações químicas).
para se escrever a fórmula química de uma determinada substância molecular deve-se:
- identificar e escrever os símbolos químicos dos átomos dos elementos que fazem parte da composição da molécula;
- para cada símbolo químico, colocar um número inferior à direita, que serve para indicar o número de átomos de cada elemento que constituem a molécula;
- quando só há um átomo de cada elemento na substância, deve-se omitir o índice. Como na substancia da água por exemplo ,que antes de ser bebida, ela é uma substancia molecular. Depois de ser ingerida, é iônica.